# ویل میلانیز

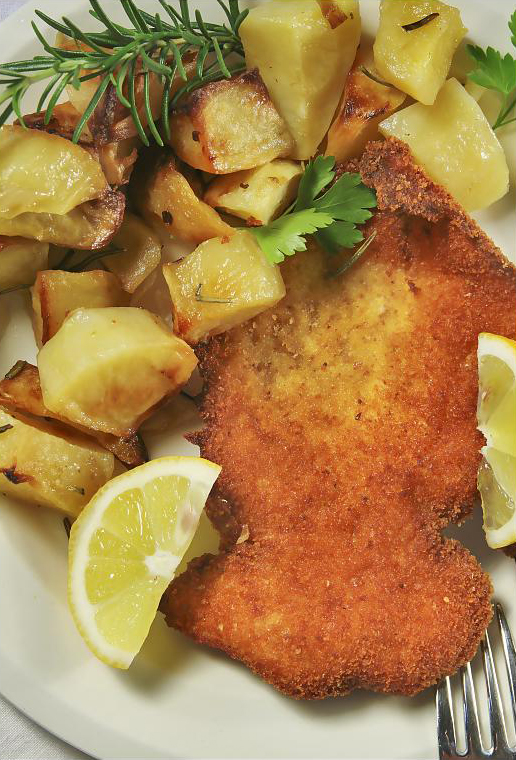
ویل میلانیز با سیب زمینی

ویل میلانیز (انگلیسی: Veal Milanese) یا ویل آلا میلانیز (ایتالیایی: cotoletta alla milanese) یا گوشت گوساله میلان یک غذای ایتالیایی و یک نوع محبوب از کتلت‌ها است. این غذا به همراه روستو آلا میلانیز (Risotto (this version) alla milanese) و پاناتنو (Panettone (this version)) از غذاهای معروف میلان هستند. به‌طور سنتی با کتلت گوشت گوساله آماده می‌شود اگر چه یک نوع متداول از آن با گوشت مرغ آماده می‌شود که در ایالات متحده و دیگر کشورهای انگلیسی زبان محبوبیت دارد که به نام مرغ میلان alla milanese pollo) نامیده می‌شود.

## آماده‌سازی

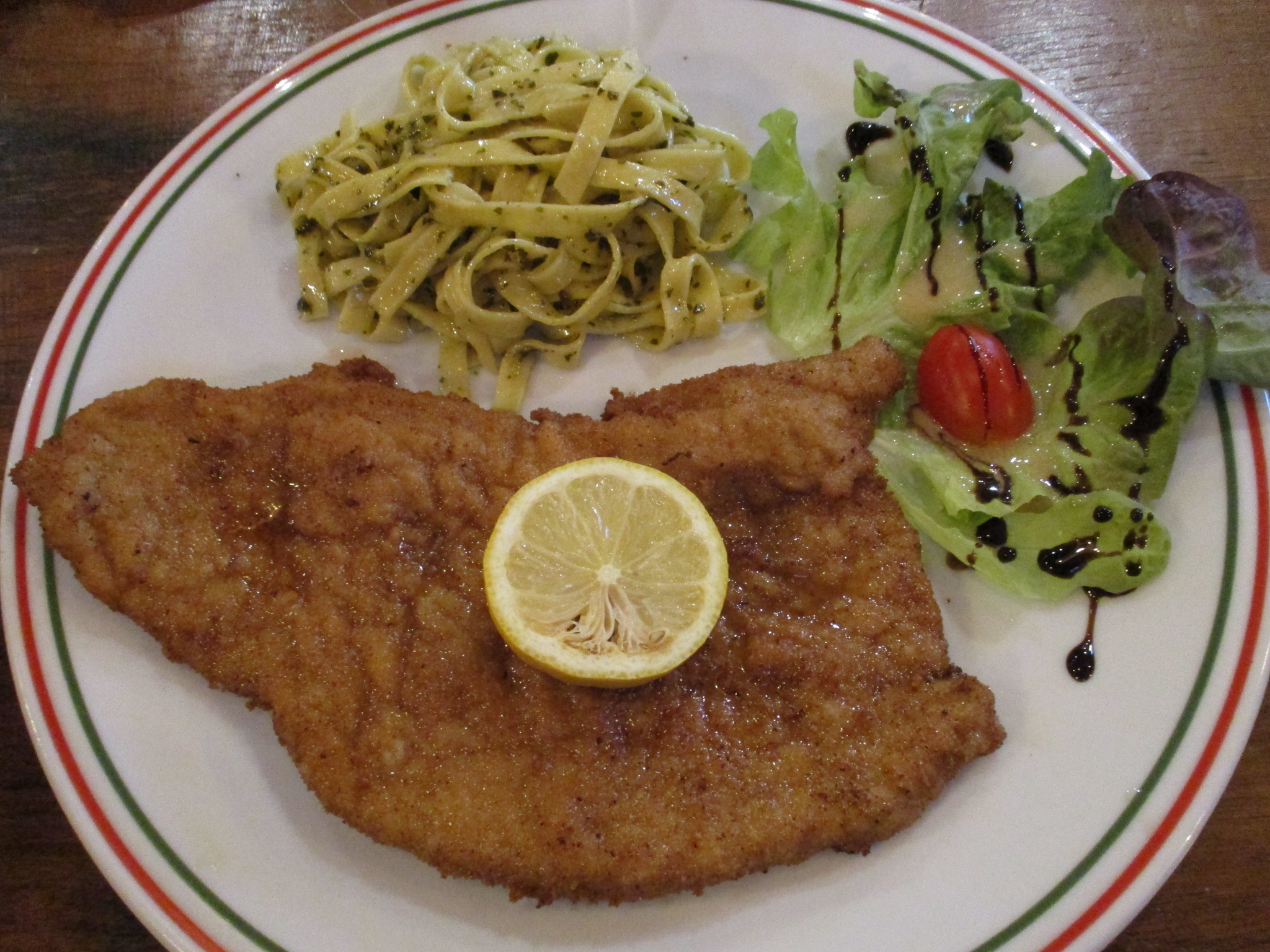
ویل میلانیز با سبزی

دستور العمل‌های سنتی برای کتلت گوشت گوساله با "استخوان" است که پوشیده با نان و به صورت سرخ شده در کره سرو می‌شود. کره قبل از سرو نهایی بر روی کتلت ریخته می‌شود. در دستورالعمل‌های جدید این غذا، معمولاً تمایل به تهیه کتلت بدون استخوان بیشتر است و اغلب آب لیمو ترش به عنوان چاشنی جایگزین کره نهایی می‌شود. یکی از نمونه‌های محبوب از این غذا به نام oreggia d'elefant و orecchio d'elefante ("گوش فیل") است که با استفاده از برش‌های نازکتر ولی بزرگتری از گوشت بدون استخوان تهیه می‌شود.

## تاریخچه

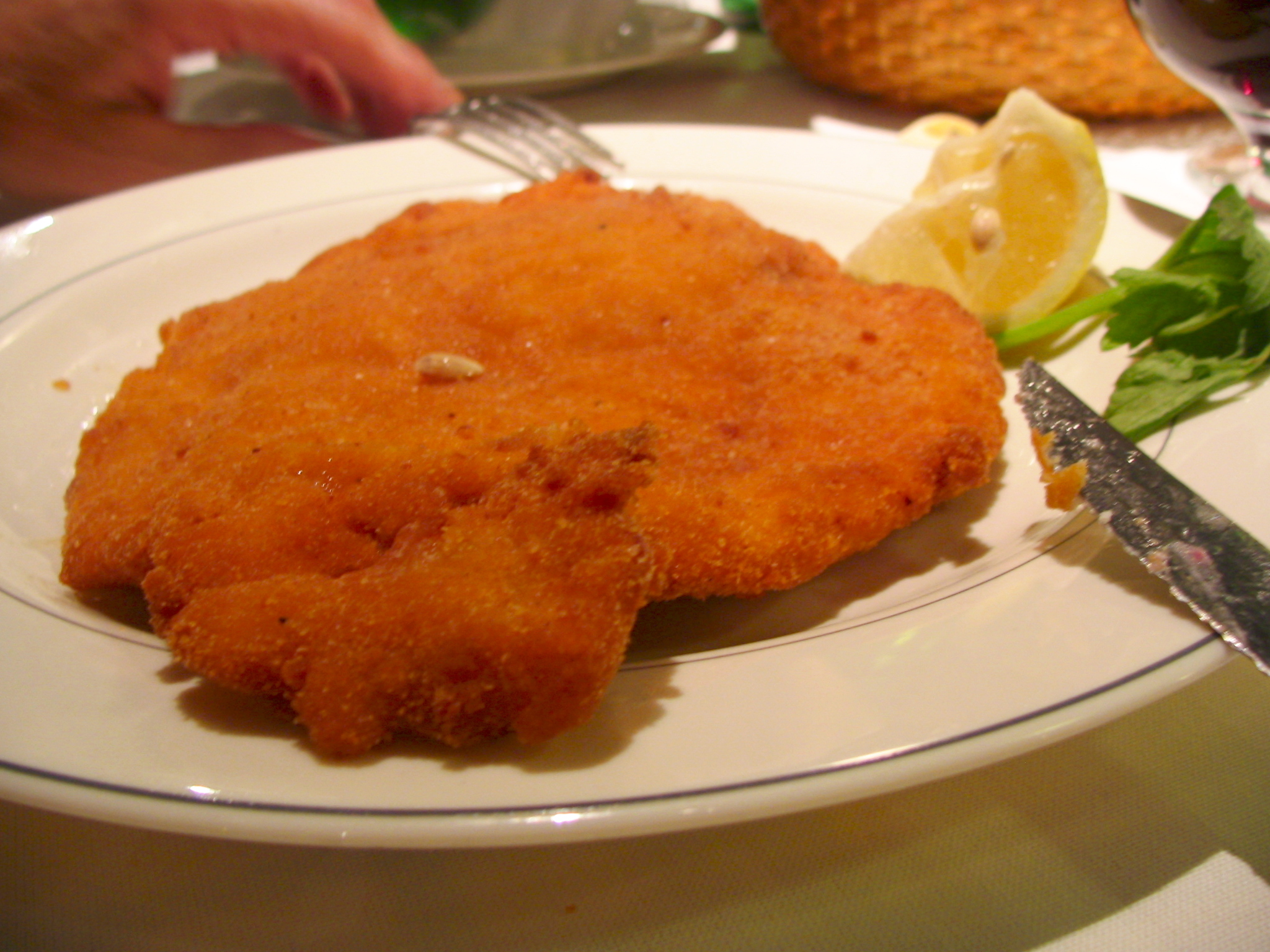
Cotoletta alla milanese

در میلان تاریخچه این غذا به اواخر ۱۱۳۴ برمیگردد. زمانی که در یک ضیافت برگزار شده در یکی از کلیساهای شهر میلان از این غدا نام برده شده‌است.

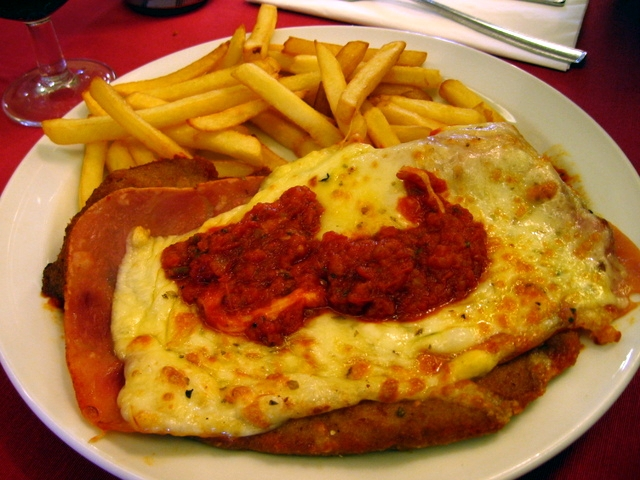
Milanesa a la napolitana

اما شواهد حاکی از این است که تاریخ اولین تولید این غذا در حوالی قرن اول قبل از میلاد باشد، زمانی که رومانیایی‌ها از غذایی یاد می‌کنند که متشکل از برش‌های باریکی از گوشت که برشته و سرخ شده سرو می‌شود.
از طرفی این غذا مشابه غذای استرالیاییWiener Schnitzel (this version) است که در فرهنگ استرالیا ریشه داشته و قدمت آن به حدود قرن ۱۹ میلادی بر می‌گردد.
انواع دیگر غذاهای گوشتی که با نان پوشیده شده‌است و در آمریکای لاتین تهیه می‌شود، از کتلتهای آلا میلانیز (cotoletta alla milanese) الهام گرفته شده‌اند و بطور کلی تحت نام میلانیز (Milanesa (this version)) مشهورند.
در آمریکای جنوبی، یک نوع از میلانیز به نام a la napolitana  تهیه می‌شود که مشابه کتلت آلا میلانیز است و همراه با پنیر و گوجه فرهنگی آماده می‌شود.